# Schneider, Indiana
Schneider är en ort i Lake County, Indiana, USA.